# زبان ناوارو-آراگونی

زبان ناوارو-آراگونی زبانی رومی بود که در قرون وسطی در سلسله جبال پیرنه بدان سخن گفته می‌شد. این زبان در سده‌های پانزدهم و شانزدهم میلادی از میان رفت و جای خود را به زبان اسپانیایی سپرد.